# Казе Тола (Беневенто)
Казе Тола је насеље у Италији у округу Беневенто, региону Кампанија.
Према процени из 2011. у насељу је живело 22 становника. Насеље се налази на надморској висини од 553 м.